# 川崎殺傷事件
川崎殺傷事件（日语：川崎市登戸通り魔事件），是日本的一宗隨機殺人事件，發生於2019年5月28日，造成2死17傷，兇手行兇後當場自殺送醫不治。

## 事件經過
當天上午7時45分左右，神奈川縣川崎市多摩區登戶車站附近200公尺的登戶第一公園旁公車站，學生在此集合等待巴士，一名51歲男子岩崎隆一持刀朝人群砍去，袭击了17位小学生和2位成年人（共计19人），導致一名11歲女童栗林華子和一名39歲家長小山智史（為日本外務省職員暨緬甸語專家）死亡，2位女童和1名40岁左右的家长身受重伤，武藏小杉医院、圣玛丽安娜大学医学院、川崎市多摩医院和新百合丘总医院接受治疗。嫌犯在行凶後隨即用刀刺傷自己的脖子，傷勢嚴重，被趕來警方抓獲，送武藏小杉医院後确认死亡。凶手岩崎隆一神奈川县警察根据现场状况判断可能是随机杀人案件。
川崎市消防局表示，他们在事發後接到紧急电话，说有一名男子用柳刃包丁袭击在公车站等车的学生。日本廣播協會确认目标学生全是女生。目击袭击案的一名公车司机声称他看到这名男子拿着两把刀，他在刺伤孩子前向公车走去。当局告诉记者，当人们排队上车时，这名男子随机袭击他们。
川崎市消防局表报告称，16名私立天主教学校明爱小学学生和3名成年人在此次事件中受伤（不包括嫌疑人）。

## 涉嫌袭击者
涉嫌实施袭击的男子是51岁的川崎市麻生區居民岩崎隆一，他被发现时躺在现场的地面上，脖子被自己刺伤流血，附近发现两把带血迹的30厘米生鱼刀，在被他扔到附近FamilyMart的背包裡有一把25厘米万能刀和一把20厘米生魚片刀。嫌疑人被送往当地一家医院后宣布死亡。
岩崎隆一是一名长期失业在家，闭门不出的家里蹲，住在叔叔家里。他无法正常生活，又有老人需要赡养，岩崎隆一多次前往川崎福祉事務所申请生活保障金，但都被拒绝。在事件发生前他与邻居发生争执，但不愿与叔叔谈论争执一事。

## 反应
马来西亚首相马哈迪·莫哈末在推特就这起事件向日本首相安倍晋三和日本人民表示哀悼。他写道：“我祈祷日本能够从事件中复原。”

## 註解
1. ↑  日本料理中用来准备生鱼片和日本寿司的细长刀